# Juan Antonio Guzman
Juan Antonio Guzman est un boxeur dominicain né le 21 août 1951 à Santiago de los Caballeros et mort en mai 2021.

## Carrière
Passé professionnel en 1973, il devient champion du monde des poids mi-mouches WBA le 2 juillet 1976 après sa victoire aux points contre Jaime Rios. Guzman perd son titre dès le combat suivant face à Yoko Gushiken par KO au 7e round le 10 octobre 1976. Il met un terme à sa carrière en 1982 sur un bilan de 26 victoires et 8 défaites.